# Toshiya Saito
Toshiya Saito –en japonés, 西藤俊哉, Saitō Toshiya– (29 de mayo de 1997) es un deportista japonés que compite en esgrima, especialista en la modalidad de florete.
Ganó una medalla de plata en el Campeonato Mundial de Esgrima de 2017, en la prueba individual. Participó en los Juegos Olímpicos de Tokio 2020, ocupando el cuarto lugar en la prueba por equipos.

## Palmarés internacional
| Campeonato Mundial | Campeonato Mundial | Campeonato Mundial | Campeonato Mundial |
| Año                | Lugar              | Medalla            | Prueba             |
| ------------------ | ------------------ | ------------------ | ------------------ |
| 2017               | Leipzig (Alemania) | Medalla de plata   | Florete individual |